# Nuoto ai Giochi della XXXI Olimpiade - 100 metri dorso femminili
La gara dei 100 metri dorso femminili dei Giochi della XXXI Olimpiade si è svolta il 7 e l'8 agosto 2016 presso l'Estádio Aquático Olímpico. Hanno partecipato 34 atleti.

## Programma
| Data          | Ora (BRT/UTC-3) | Turno      |
| ------------- | --------------- | ---------- |
| 7 agosto 2016 | 13:02           | Batterie   |
| 7 agosto 2016 | 23:36           | Semifinali |
| 8 agosto 2016 | 22:30           | Finale     |

## Record
Prima della competizione, i record olimpico e mondiale erano i seguenti:
| Record mondiale | 58"12 | Gemma Spofforth Gran Bretagna | 28 luglio 2009 Roma, Italia        |
| Record olimpico | 58"23 | Emily Seebohm Australia       | 29 luglio 2012 Londra, Regno Unito |

## Risultati

### Batterie
| Posizione | Batteria | Corsia | Nome                    | Nazionalità             | Tempo   | Note |
| --------- | -------- | ------ | ----------------------- | ----------------------- | ------- | ---- |
| 1         | 4        | 3      | Kathleen Baker          | Stati Uniti             | 58.84   | Q    |
| 2         | 5        | 4      | Emily Seebohm           | Australia               | 58.99   | Q    |
| 3         | 5        | 3      | Kylie Masse             | Canada                  | 59.07   | Q    |
| 4         | 4        | 4      | Mie Nielsen             | Danimarca               | 59.13   | Q    |
| 4         | 5        | 5      | Katinka Hosszú          | Ungheria                | 59.13   | Q    |
| 6         | 3        | 5      | Olivia Smoliga          | Stati Uniti             | 59.60   | Q    |
| 7         | 4        | 6      | Georgia Davies          | Regno Unito             | 59.86   | Q    |
| 8         | 3        | 4      | Madison Wilson          | Australia               | 59.92   | Q    |
| 9         | 4        | 5      | Fu Yuanhui              | Cina                    | 1:00.02 | Q    |
| 10        | 3        | 3      | Anastasija Zueva        | Russia                  | 1:00.04 | Q    |
| 11        | 3        | 2      | Kirsty Coventry         | Zimbabwe                | 1:00.13 | Q    |
| 12        | 5        | 2      | Dominique Bouchard      | Canada                  | 1:00.18 | Q    |
| 13        | 4        | 8      | Matea Samardžić         | Croazia                 | 1:00.46 | Q    |
| 14        | 4        | 2      | Wang Xueer              | Cina                    | 1:00.59 | Q    |
| 15        | 4        | 1      | Duane da Rocha          | Spagna                  | 1:00.87 | Q    |
| 16        | 3        | 7      | Eygló Ósk Gústafsdóttir | Islanda                 | 1:00.89 | Q    |
| 17        | 3        | 8      | Simona Baumrtová        | Rep. Ceca               | 1:01.08 |      |
| 18        | 3        | 7      | Kira Toussaint          | Paesi Bassi             | 1:01.17 |      |
| 19        | 2        | 5      | Claudia Lau             | Hong Kong               | 1:01.27 |      |
| 20        | 4        | 1      | Yekaterina Rudenko      | Kazakistan              | 1:01.28 |      |
| 21        | 2        | 4      | Alicja Tchórz           | Polonia                 | 1:01.31 |      |
| 22        | 4        | 7      | Katarína Listopadová    | Slovacchia              | 1:01.43 |      |
| 23        | 3        | 6      | Daria Ustinova          | Russia                  | 1:01.45 |      |
| 24        | 3        | 1      | Mimosa Jallow           | Finlandia               | 1:01.58 |      |
| 25        | 5        | 6      | Etiene Medeiros         | Brasile                 | 1:01.70 |      |
| 26        | 3        | 2      | Natsumi Sakai           | Giappone                | 1:01.74 |      |
| 27        | 2        | 3      | Alexus Laird            | Seychelles              | 1:03.33 |      |
| 28        | 2        | 2      | Kimiko Raheem           | Sri Lanka               | 1:04.21 |      |
| 29        | 2        | 6      | Lara Butler             | Isole Cayman            | 1:04.98 |      |
| 30        | 2        | 1      | Caylee Watson           | Isole Vergini Americane | 1:07.19 |      |
| 31        | 1        | 4      | Gaurika Singh           | Nepal                   | 1:08.45 |      |
| 32        | 1        | 5      | Evelina Afoa            | Samoa                   | 1:08.74 |      |
| 33        | 2        | 7      | Talisa Lanoe            | Kenya                   | 1:10.02 |      |
| 34        | 1        | 3      | Rita Zeqiri             | Kosovo                  | 1:12.31 |      |

### Semifinali
| Posizione | Semifinale | Corsia | Nome                    | Nazionalità | Tempo   | Note |
| --------- | ---------- | ------ | ----------------------- | ----------- | ------- | ---- |
| 1         | 2          | 4      | Kathleen Baker          | Stati Uniti | 58.84   | Q    |
| 2         | 2          | 3      | Katinka Hosszú          | Ungheria    | 58.94   | Q    |
| 3         | 2          | 2      | Fu Yuanhui              | Cina        | 58.95   | Q    |
| 4         | 1          | 6      | Madison Wilson          | Australia   | 59.03   | Q    |
| 5         | 2          | 5      | Kylie Masse             | Canada      | 59.06   | Q    |
| 6         | 1          | 5      | Mie Nielsen             | Danimarca   | 59.18   | Q    |
| 7         | 1          | 4      | Emily Seebohm           | Australia   | 59.32   | Q    |
| 8         | 1          | 3      | Olivia Smoliga          | Stati Uniti | 59.35   | Q    |
| 9         | 1          | 2      | Anastasija Zueva        | Russia      | 59.68   |      |
| 10        | 2          | 6      | Georgia Davies          | Regno Unito | 59.85   |      |
| 11        | 2          | 7      | Kirsty Coventry         | Zimbabwe    | 1:00.26 |      |
| 12        | 1          | 7      | Dominique Bouchard      | Canada      | 1:00.54 |      |
| 13        | 2          | 1      | Matea Samardžić         | Croazia     | 1:00.60 |      |
| 14        | 1          | 8      | Eygló Ósk Gústafsdóttir | Islanda     | 1:00.65 |      |
| 15        | 2          | 8      | Duane da Rocha          | Spagna      | 1:00.85 |      |
| 16        | 1          | 1      | Wang Xueer              | Cina        | 1:01.44 |      |

### Finale
| Posizione | Corsia | Nome           | Nazionalità | Tempo | Note |
| --------- | ------ | -------------- | ----------- | ----- | ---- |
| Oro       | 5      | Katinka Hosszú | Ungheria    | 58.45 |      |
| Argento   | 4      | Kathleen Baker | Stati Uniti | 58.75 |      |
| Bronzo    | 2      | Kylie Masse    | Canada      | 58.76 |      |
| Bronzo    | 3      | Fu Yuanhui     | Cina        | 58.76 |      |
| 5         | 7      | Mie Nielsen    | Danimarca   | 58.80 |      |
| 6         | 8      | Olivia Smoliga | Stati Uniti | 58.95 |      |
| 7         | 1      | Emily Seebohm  | Australia   | 59.19 |      |
| 8         | 6      | Madison Wilson | Australia   | 59.23 |      |